# Crainvilliers
Crainvilliers é uma comuna francesa na região administrativa de Grande Leste, no departamento de Vosges. Estende-se por uma área de 10,45 km². Em 2010 a comuna tinha 173 habitantes (densidade: 16,6 hab./km²).